# Nagroda Książkowa im. Georga Dehio
Nagroda Książkowa im. Georga Dehio, Nagroda Literacka im. Georga Dehio, Nagroda im. Georga Dehio (niem. Georg Dehio-Buchpreis) – nagroda literacka dla autorów, którzy w swojej pracy literackiej, naukowej lub publicznej podejmują tematy wspólnej kultury i historii narodu niemieckiego i jego wschodnich sąsiadów; honoruje autorów, którzy w swoich dziełach w sposób uzasadniony i zróżnicowany zajmują się tradycjami i wpływami niemieckiej kultury literackiej na kulturę i historię Europy Wschodniej.

## Charakterystyka
Nagrodę Książkową im. Georga Dehio przyznaje Niemieckie Forum Kultury Europy Wschodniej i Środkowej (Deutsche Kulturforum östliches Europa e. V.), a finansowana jest przez  Pełnomocnika Rządu Federalnego ds. Kultury i Mediów (Beauftragter der Bundesregierung für Kultur und Medien). Literacka Nagroda im. Georga Dehio jest przyznawana od 2004 r. co dwa lata, naprzemiennie ze starszą o rok Nagrodą Kulturalną im . Georga Dehio (Georg Dehio-Kulturpreis), autorom, którzy w swojej pracy literackiej, naukowej lub dziennikarskiej podejmują tematykę wspólnej kultury i historii Niemców i ich wschodnich sąsiadów, dokonują na jej temat głębokiej refleksji, by na odpowiednim poziomie przekazać ją w sposób jasny szerokiemu gronu odbiorców.
Książkowa Nagroda im. Georga Dehio dzieli się na nagrodę główną (Hauptpreis) i nagrodę sponsorską (promocyjną, Förderpreis) – kwota łączna 10 000 euro.
Główna nagroda przyznawana jest za całokształt twórczości literackiej, dziennikarskiej czy publicznej. Nagrodę sponsorską (promocyjną, do 2016 r. zwaną nagrodą honorową), przeznaczoną zwłaszcza dla młodszych autorów, przyznaje się za wybitną publikację, w tym publikację o charakterze naukowym. Jeśli nagrodzona publikacja jest tłumaczeniem, nagroda może być dzielona między autora i tłumacza.
O przyznaniu Nagrody Książkowej im. Georga Dehio decyduje jury, którego członkowie są wyznaczani przez Radę Powierniczą Niemieckiego Forum Kultury Europy Wschodniej na wniosek zarządu. Stałymi członkami jury są przedstawiciel delegowany przez Pełnomocnika Rządu Federalnego ds. Kultury i Mediów (BKM) oraz przedstawiciel instytucji wspieranych przez BKM, które zajmują się kulturą i historią Niemców w Europie Wschodniej.
Uroczystość wręczenia nagród odbywa się publicznie i towarzyszą jej wydarzenia, które prezentują i honorują pracę oraz osiągnięcia laureatów.
Nagroda upamiętnia niemieckiego historyka sztuki Georga Dehio (1850–1932), który urodził się w Tallinnie (niem. hist. Reval).

## Laureaci Nagrody Książkowej im. Georga Dehio
- 2024: Ulrike Draesner za całokształt twórczości literackiej (nagroda główna); Karolina Kuszyk ze swoim tłumaczem Bernhardem Hartmannem (nagroda promocyjna za książkę In den Häusern der anderen. Spuren deutscher Vergangenheit in Westpolen (W cudzych domach. Ślady niemieckiej przeszłości w zachodniej Polsce[1][5]; wyd. polskie: Poniemieckie, Wydawnictwo Czarne, Wołowiec 2019, ISBN 978-83-8049-941-6).
- 2022: Michael Zeller(inne języki) (nagroda główna); Vasco Kretschmann (nagroda promocyjna za książkę Breslau museal. Deutsche und polnische Geschichtsausstellungen 1900 bis 2010; wydanie polskie: Muzealny Wrocław Polskie i niemieckie wystawy historyczne w latach 1900–2010[6], Via Nova, Wrocław 2021, ISBN 978-83-64025-60-0)
- 2020: Ulla Lachauer(inne języki) (nagroda główna); Guziel Jachina i tłumacz Helmut Ettinger (nagroda promocyjna za powieść Wolgakinder)
- 2018: Miljenko Jergović i tłumaczka Brigitte Döbert(inne języki) (nagroda główna); Alvydas Šlepikas(inne języki) i tłumacz Markus Roduner(inne języki) (nagroda promocyjna za Mein Name ist Marytė)
- 2016: Marek Krajewski (nagroda główna); Cord Aschenbrenner (nagroda honorowa za Das evangelische Pfarrhaus. 300 Jahre Glaube, Geist und Macht: eine Familiengeschichte)
- 2014: Barbara Coudenhove-Kalergi(inne języki) (nagroda główna); Raymond M. Douglas (nagroda honorowa za Ordnungsgemäße Überführung. Die Vertreibung der Deutschen nach dem Zweiten Weltkrieg)
- 2012: Peter Demetz(inne języki) (nagroda główna); Radka Denemarková i Eva Profousová (nagroda honorowa dla autorki i tłumaczki za książkę Ein herrlicher Flecken Erde, ISBN 978-3-421-04404-4)
- 2010: Martin Pollack (nagroda główna); Włodzimierz Nowak i Joanna Manc (nagroda honorowa dla autora i tłumacza za Die Nacht von Wildenhagen. Zwölf deutsch-polnische Schicksale ISBN 978-3-8218-5829-6; wydanie polskie: Obwód głowy, Wydawnictwo Czarne, Wołowiec 2007, ISBN 978-83-8975565-0)
- 2008: Richard Wagner (nagroda główna); Andreas Kossert (nagroda honorowa za Ostpreußen: Geschichte und Mythos; wydanie polskie: Prusy Wschodnie. Historia i mit, Wydawnictwo Naukowe Scholar, Warszawa 2009, ISBN 978-83-7383-899-4)
- 2006: Karl-Markus Gauß (nagroda główna); Thomas Urban (nagroda honorowa za Der Verlust. Die Vertreibung der Deutschen und der Polen im 20. Jahrhundert, C.H. Beck, München 2004, ISBN 3-406-52172-X; wydanie polskie: Utracone Ojczyzny. Wypędzenia Niemców i Polaków w XX wieku, Czytelnik, Warszawa 2007, ISBN 978-83-07-03109-5)
- 2004: Karl Schlögel (nagroda główna); Gregor Thum (nagroda honorowa za Die fremde Stadt. Breslau 1945; wydanie polskie: Obce miasto. Wrocław 1945 i potem, Via Nova, Wrocław 2008, ISBN 978-83-60544-07-5)